# Saga-nishiki

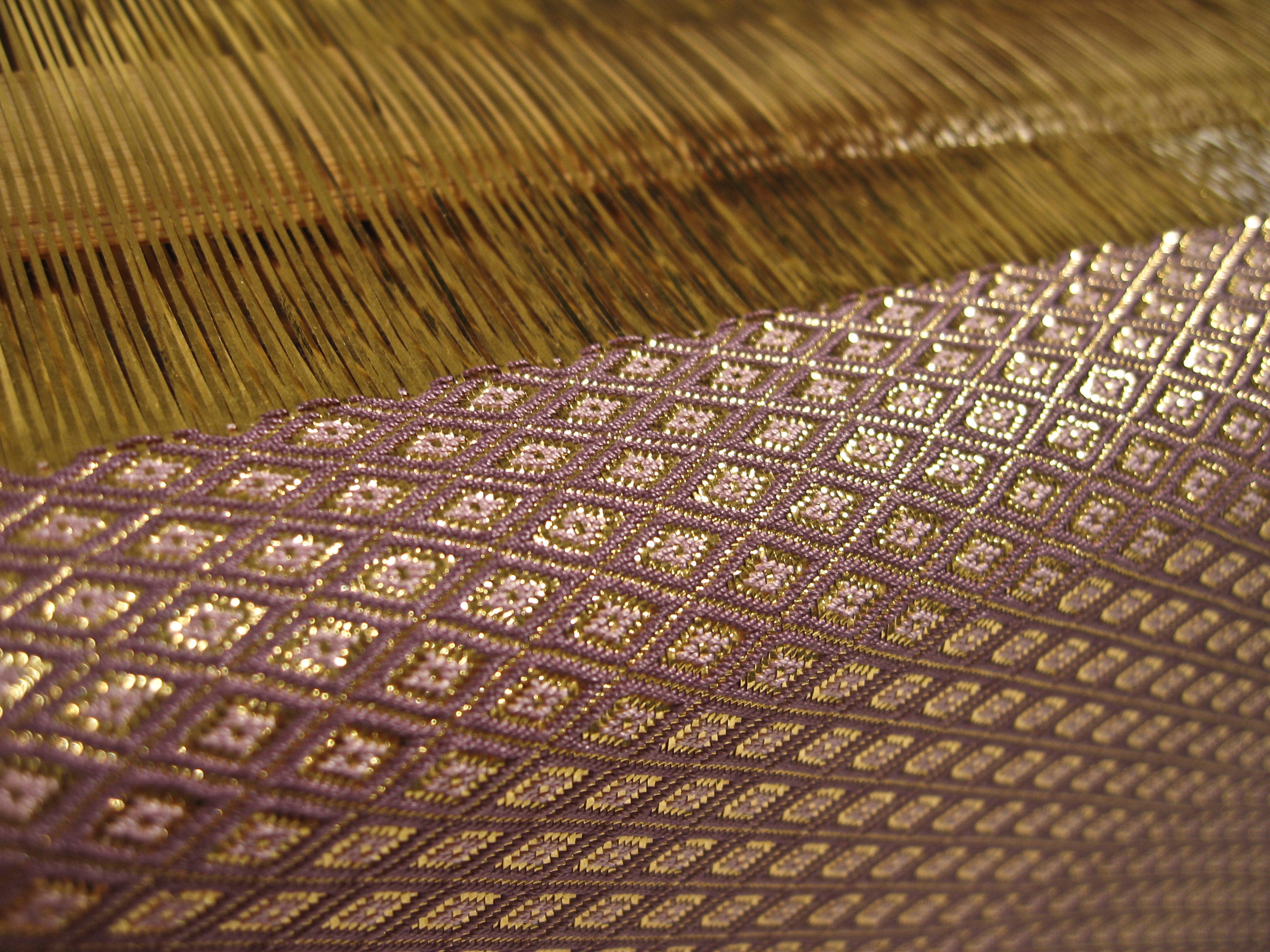
Brocart en Saga-nishiki.

Le Saga-nishiki (佐賀錦) est une technique de fabrication de brocart de la préfecture de Saga au Japon. Il s'agit d'une forme unique en ce que du papier japonais est utilisé comme chaîne. Ce papier est recouvert d'or, d'argent ou de laque. La trame est un fil de soie teint. Comme la technique prend beaucoup de temps, seuls quelques centimètres sont produits chaque jour,.

## Histoire
Le Saga-nishiki est créé à la fin de l'époque d'Edo par Kashima Nabeshima, daimyo du domaine de Saga. À cette époque, il est appelé Kashima-nishiki. Il faut attendre l'Exposition anglo-japonaise de 1910 pour qu'il soit renommé Saga-nishiki,.

## Galerie d'images

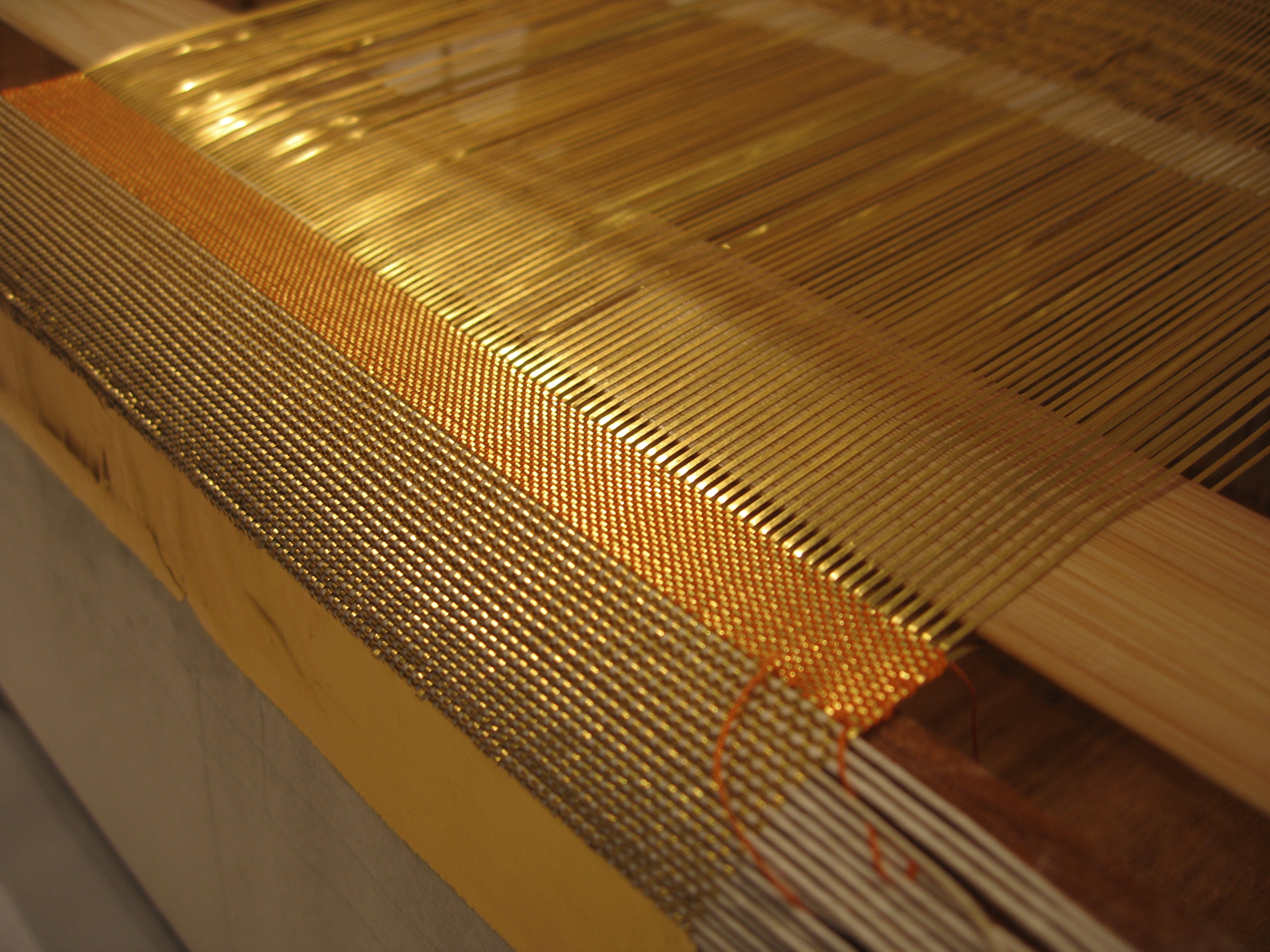
Exemple de Saga-nishiki.
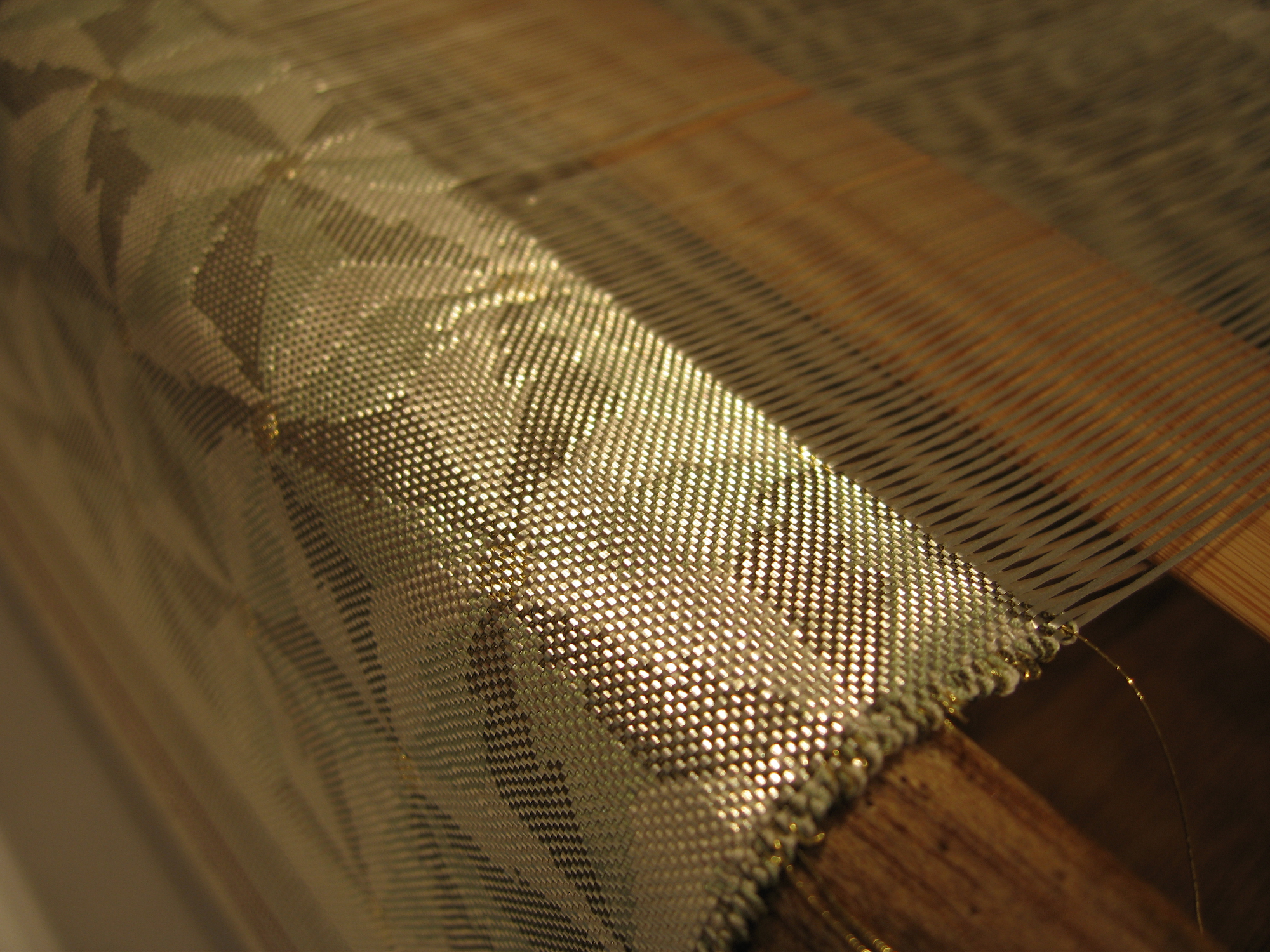
Brocart en Saga-nishiki.
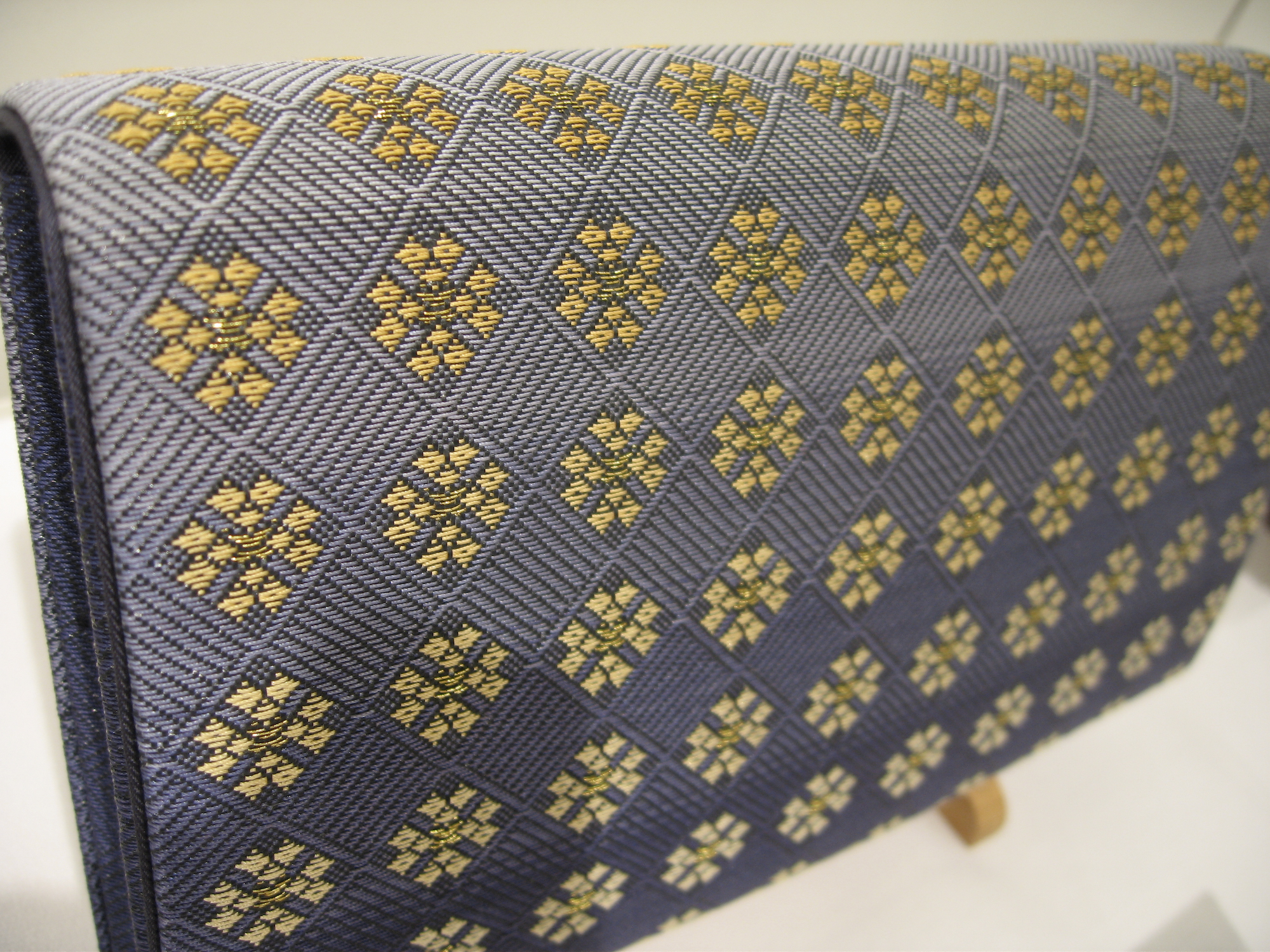
Sac à main.
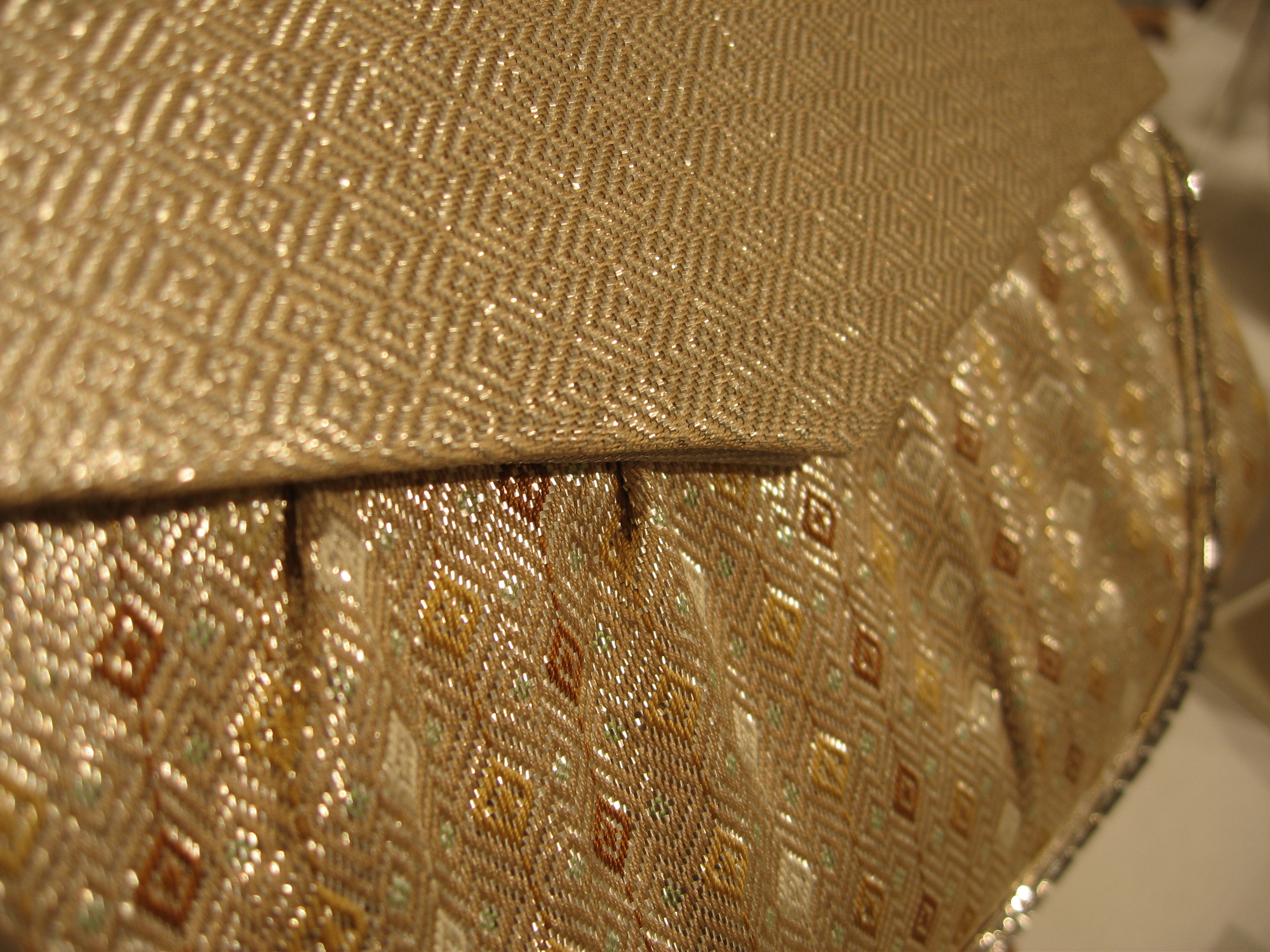
Sac à main.
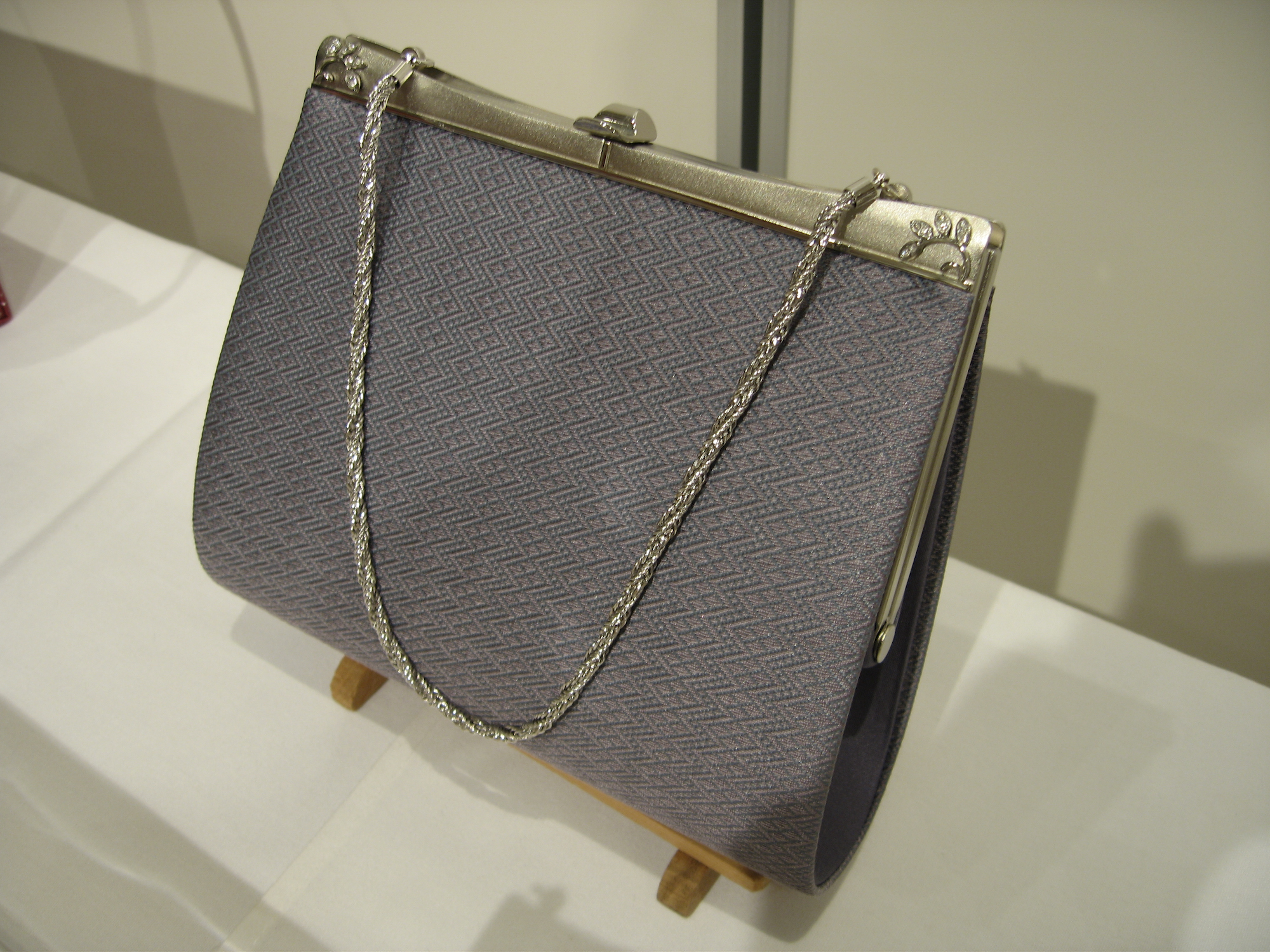
Sac à main.
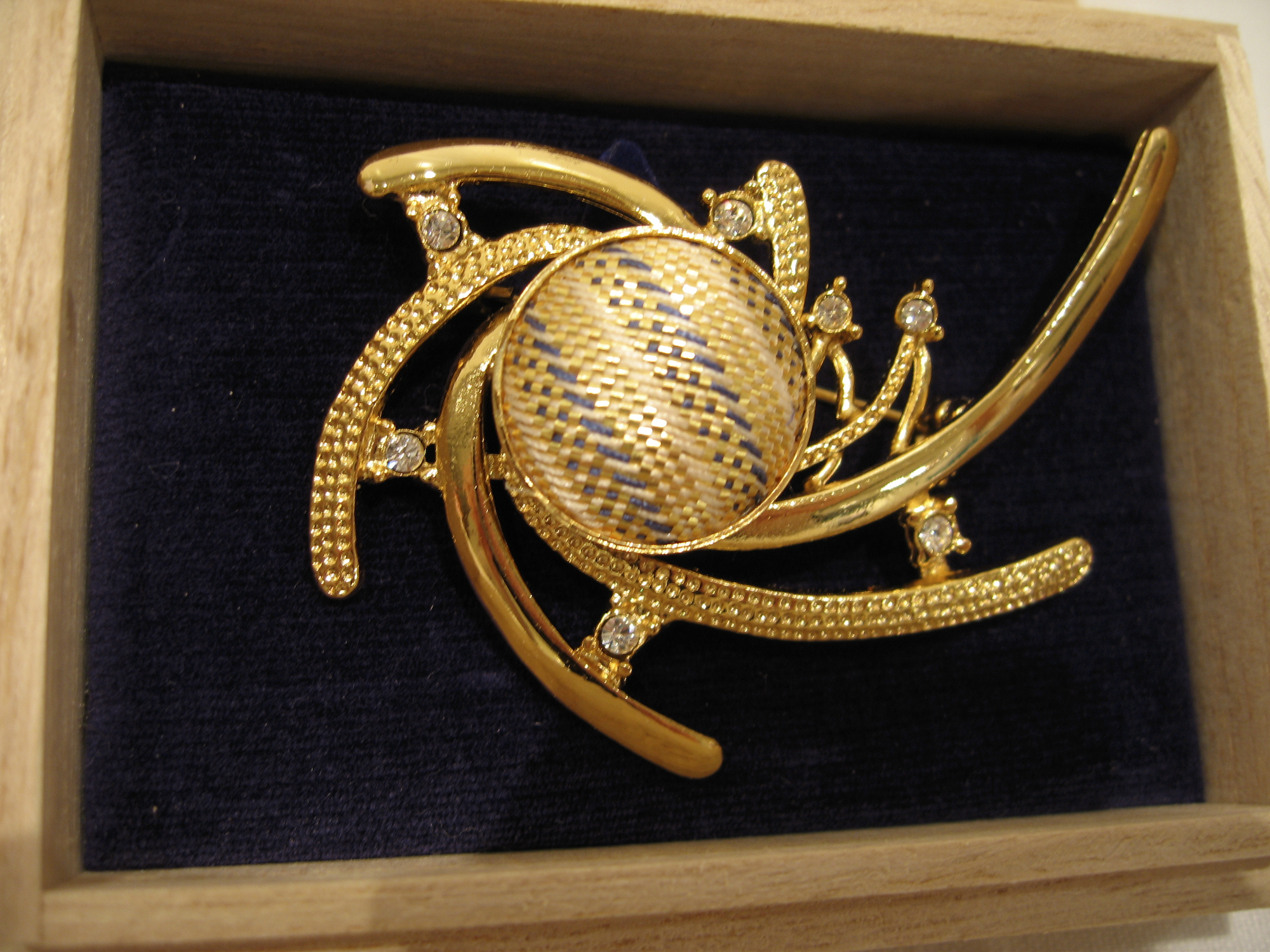
Broche.
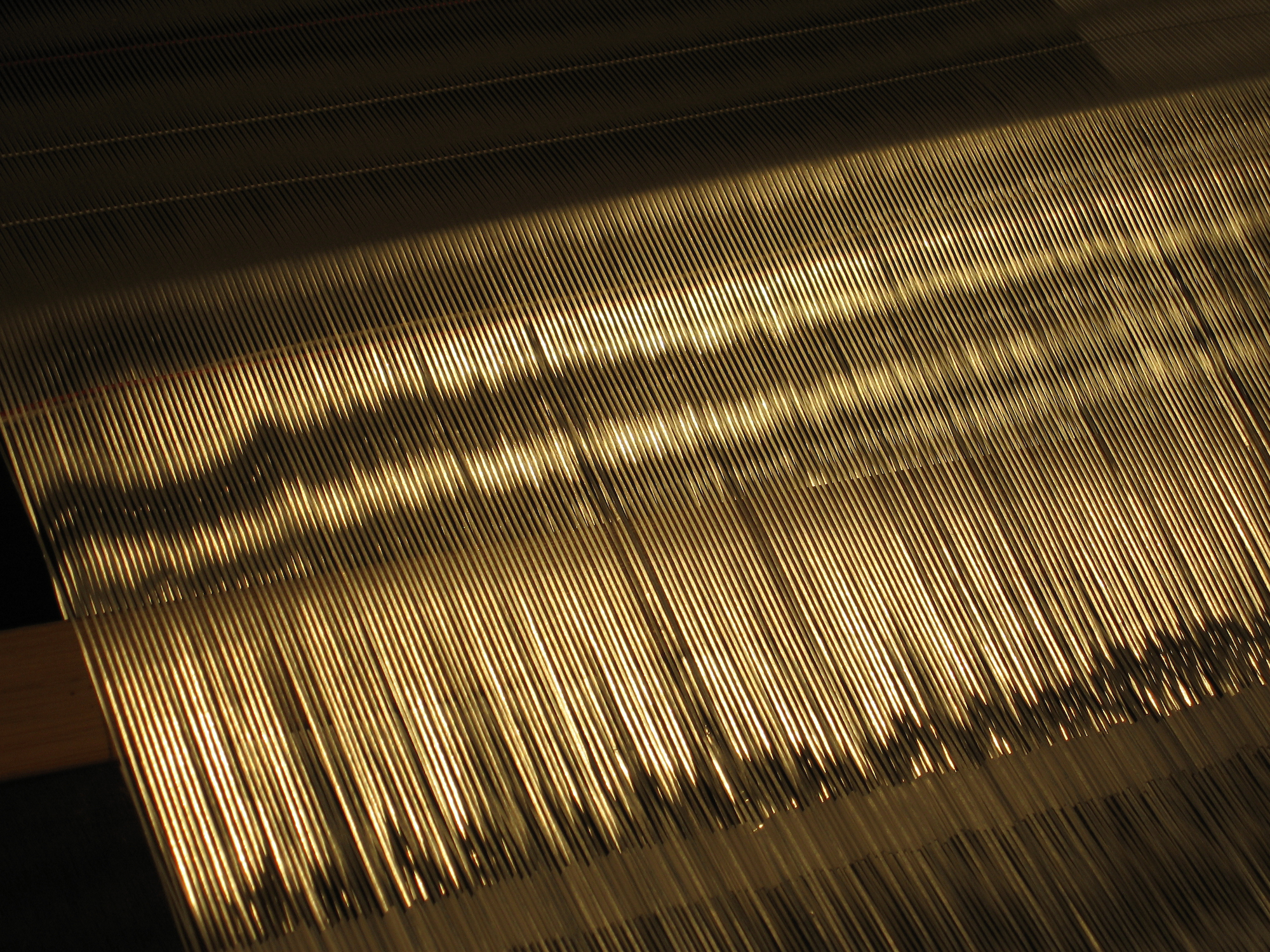
Fils d'or utilisés dans le brocart.
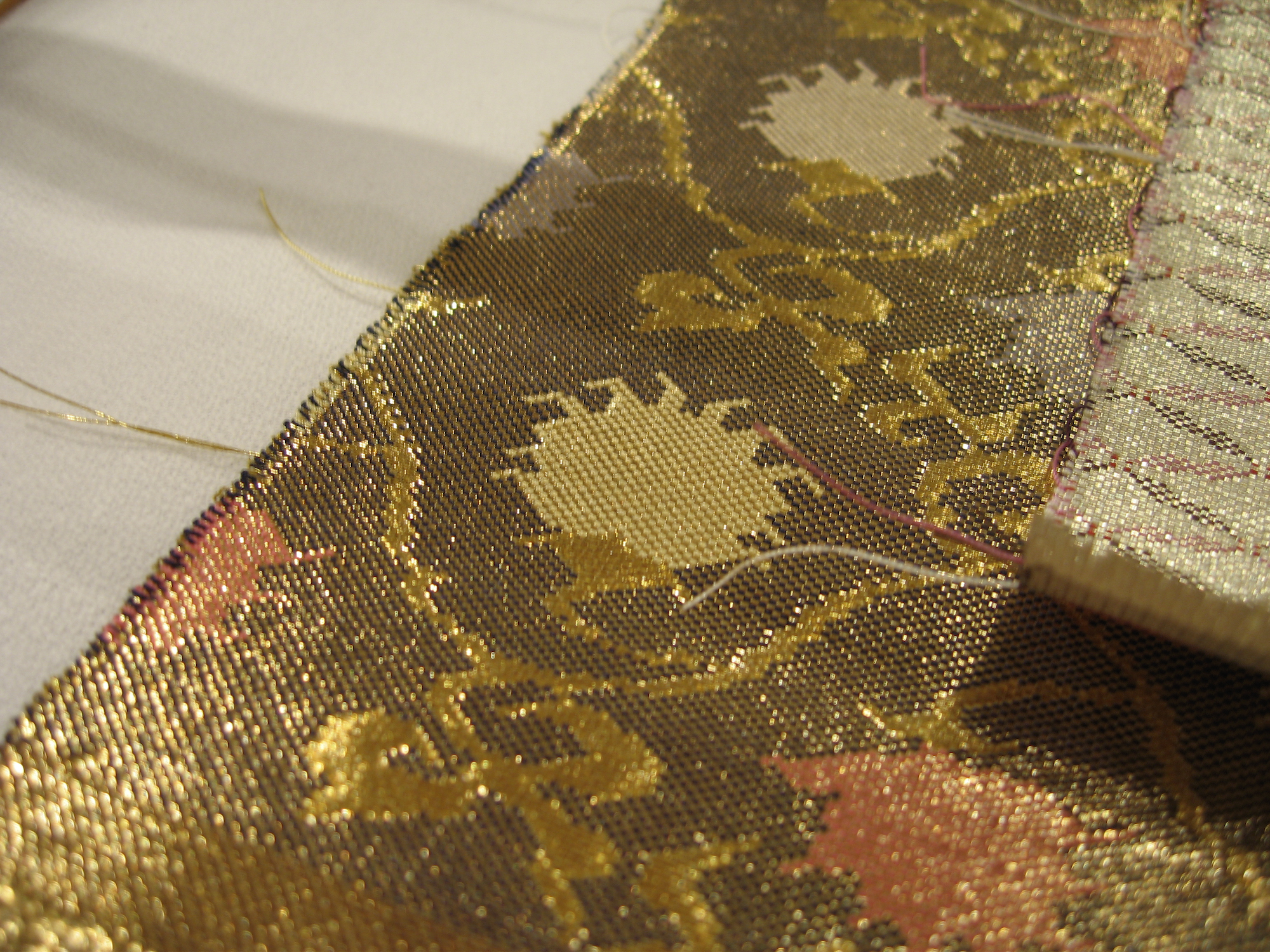
Détail d'un motif de Saga-nishiki.